# Angelo Di Livio
Angelo Di Livio (Roma, 26 de julho de 1966) é um ex-futebolista Italiano que atingiu grande parte de seu sucesso atuando pela Fiorentina. Ele foi apelidado de soldatino (soldadinho) durante sua carreira, devido a seu estilo obediente e aguerrido porém pouco técnico.

## Carreira
Di Livio se profissionalizou na Roma.

## Títulos

### Clube
Juventus
- Serie A: 1994–95, 1996–97, 1997–98
- Coppa Italia: 1994-95
- Supercoppa Italiana: 1995, 1997
- UEFA Champions League: 1995–96
- UEFA Super Cup: 1996
- Copa Intercontinental: 1996

Fiorentina
- Coppa Italia: 2000–01
- Serie C2: 2002–03

Perugia
- Serie C2: 1987–88